# Abertay University

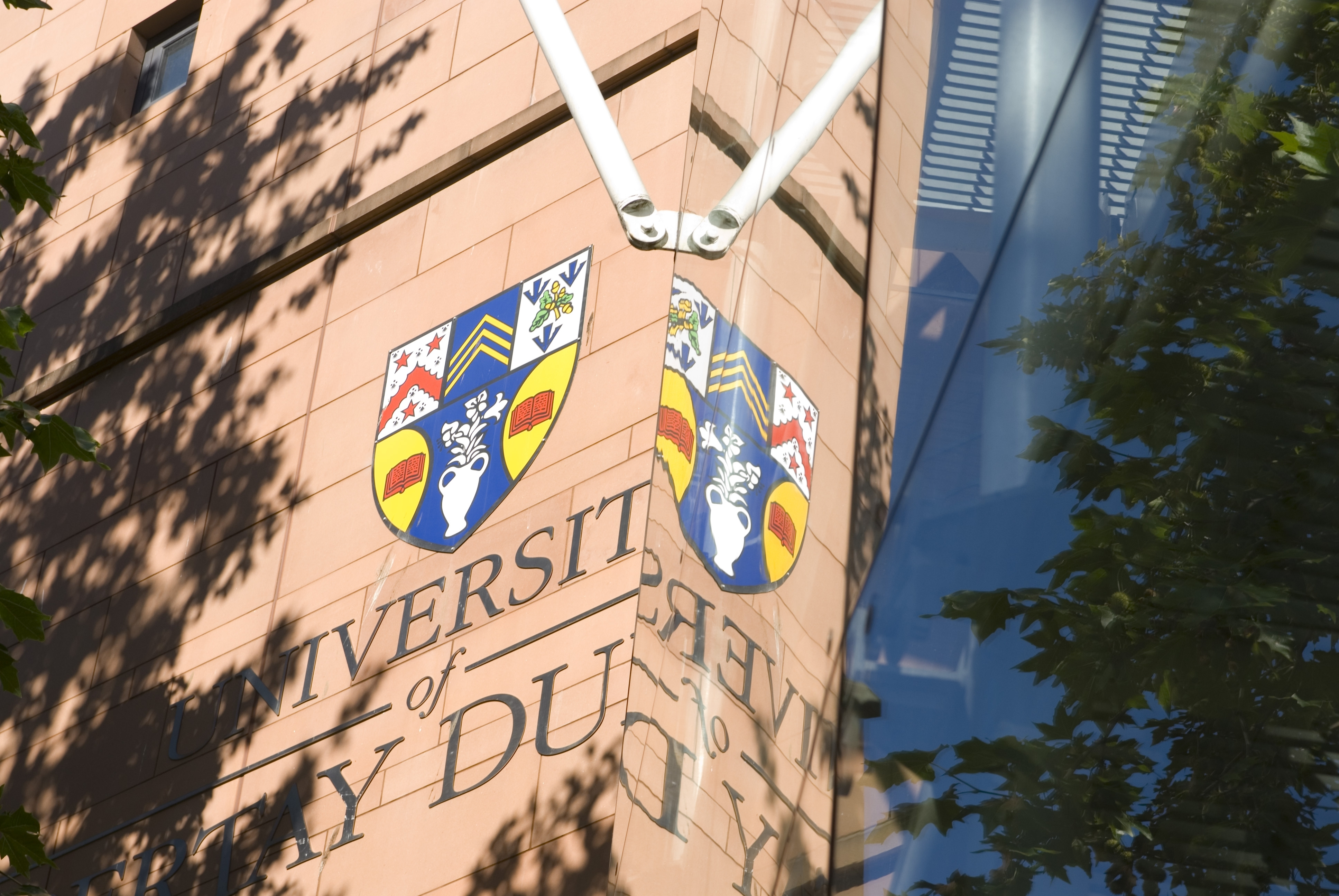
University of Abertay

Die Abertay University, bis 2019 Universität Abertay Dundee (englisch: University of Abertay Dundee) genannt, ist die kleinste Universität in Schottland und eine von zwei Universitäten in Dundee, Schottland. Sie wurde 1994 aus dem von 1888 stammenden Dundee College of Technology gegründet.

## Organisation
Es gibt fünf Fakultäten:

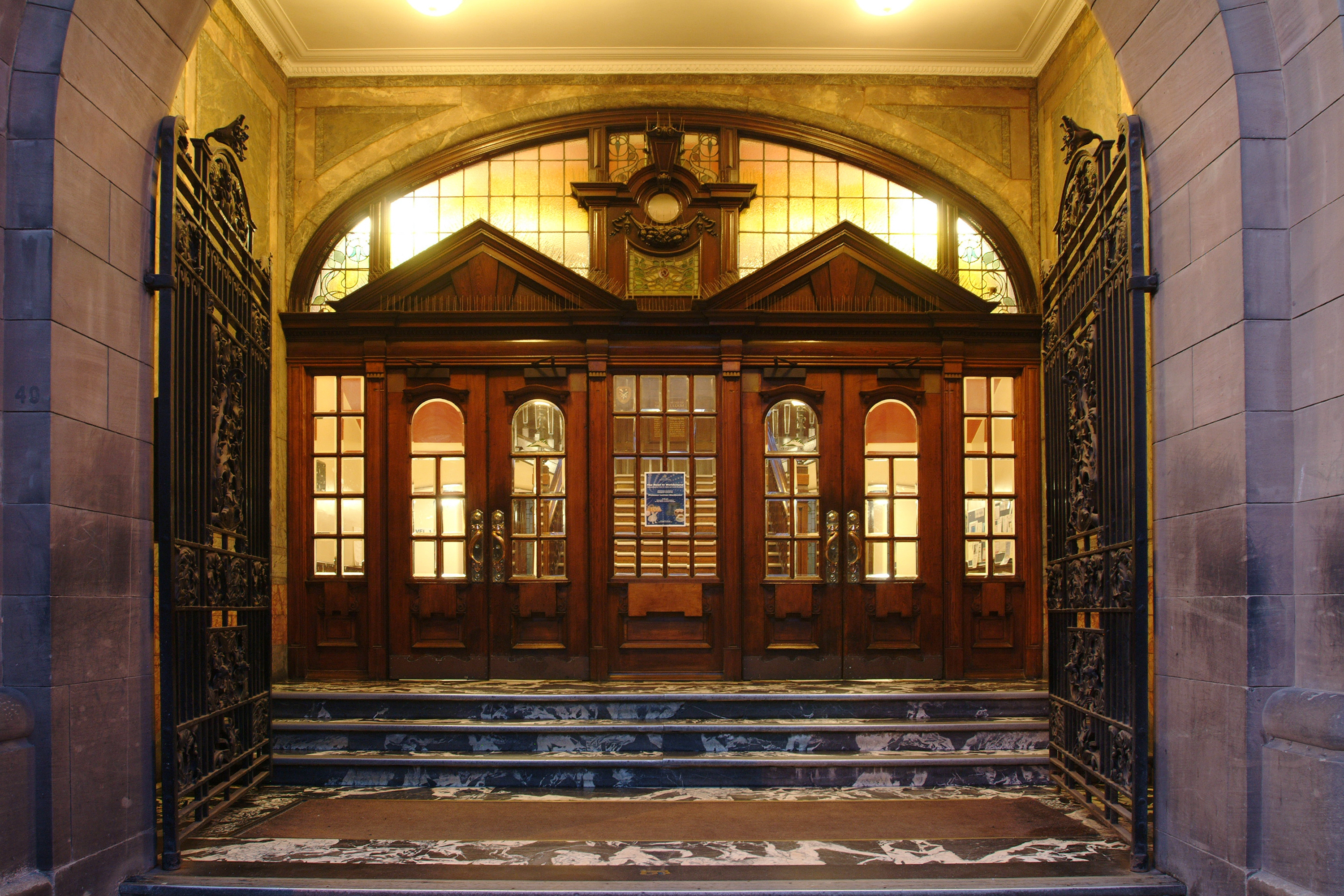
Dundee Business School

The Institute of Arts, Media and Computer Games (AMG), The School of Computing and Engineering Systems (CES), The School of Contemporary Sciences (SCS), The Dundee Business School (DBS) und der School of Social & Health Sciences (SHS).
Bekannt ist Abertay vor allem für den Bereich Informatik. Sie war 1997 weltweit die erste Universität, die einen Studiengang in Computer Games angeboten hat.
Nigel Seaton war 2012 bis 2022 Leiter der Universität.

## Ehemalige
- Stewart Hosie (* 1963), Scottish National Party MP, Studienabschluss 1981[8]
- Joe FitzPatrick (* 1967), Scottish National Party, Member of Scottish Parliament|MSP, Bachelor in Biotechnologie 1996[9]
- Stuart McMillan (* 1972), Scottish National Party, Member of Scottish Parliament|MSP
- Andy Nicol, Rugby-Union-Spieler
- Nick Mercer, Sänger, ehemaliger Sänger in der Indie-Band Sergeant (band)
- Mervyn King, Baron King of Lothbury (* 1948), ehemaliger Gouverneur der Bank of England
- David Jones (* 1965), Spieleentwickler und Unternehmensgründer (DMA Design)[10]

## Partneruniversitäten
- Universität Graz
- Frankfurt School of Finance & Management
- Universität Hamburg
- Universität Kassel
- Universität Mannheim
- Universität Oldenburg
- Universität Rostock
- Fachhochschule Dortmund
- Peking-Universität

## Zahlen zu den Studierenden
Im Studienjahr 2022/2023 nannten sich von den 4840 Studenten der Abertay University 2280 weiblich (47,1 %) und 2530 männlich (52,3 %). 2020/2021 waren es 4575 Studenten, davon 2180 weiblich (47,7 %) und 2385 männlich (52,1 %). 185 Studierende kamen aus England, 3715 aus Schottland, 5 aus Wales, 25 aus Nordirland und 535 aus der EU. 4150 der Studierenden (90,7 %) strebten ihren ersten Studienabschluss an, sie waren also undergraduates. 425 (9,3 %) arbeiteten auf einen weiteren Abschluss hin, sie waren postgraduates. Davon waren 95 in der Forschung tätig.
Im Studienjahr 2019/2020 waren von den 4280 Studierenden 2060 weiblich (48,1 %) und 2220 männlich (51,9 %). 155 kamen aus England, 3495 aus Schottland, 5 aus Wales, 20 aus Nordirland, 490 aus der EU und 115 aus dem Nicht-EU-Ausland. 3835 waren undergraduates, 445 postgraduates, und davon 85 in der Forschung.